# Łotewsko-Estońska Liga Koszykówki
Łotewsko-Estońska Liga Koszykówki (w skrócie Lat-Est BL) – najwyższa w hierarchii klasa męskich ligowych rozgrywek koszykarskich na Łotwie i w  Estonii, będąca jednocześnie najwyższym szczeblem centralnym w obu krajach. Zmagania w jej ramach toczą się cyklicznie (co sezon), systemem kołowym, od sezonu 2018/2019 z fazą play-off na zakończenie każdego z sezonów i przeznaczone są dla najlepszych łotewskich i estońskich klubów koszykarskich.

## Historia
Liga została utworzona w 2018, w wyniku połączenia Latvijas Basketbola līgi (LBL) i Korvpalli Meistriliigi (KML). W pierwszym sezonie (2018/2019) do rozgrywek przystąpiło piętnaście zespołów. Aby wyłonić mistrza ligi, rozgrywana jest faza final four. O mistrzostwie Łotwy i Estonii decydują rozgrywki play-off. Pierwsze w historii spotkanie rozegrano 28 września 2018, zmierzyły się w nim – estoński Kalev/Cramo (gospodarz) i łotewski BK Windawa. 9 kwietnia 2019 zespół BK Windawa zdobył pierwsze mistrzostwo ligi. 19 listopada 2021, podczas spotkania w Parnawie, reprezentanci stowarzyszeń koszykarskich Łotwy i Estonii zadecydowali o dalszym rozwoju ligi przez kolejne trzy lata.

### Sponsorzy tytularni
| Przedział czasowy | Sponsor                     | Nazwa                                    |
| ----------------- | --------------------------- | ---------------------------------------- |
| 2018–2019         | Olympic Entertainment Group | Łotewsko-Estońska Liga Koszykówki OlyBet |
| od 2019           | Paf                         | Łotewsko-Estońska Liga Koszykówki Pafbet |

## Format rozgrywek
Każdy zespół rozgrywa w sezonie dwa spotkania z każdym innym, na własnym terenie i na wyjeździe. Klasyfikacja najlepszych drużyn jest oparta na bilansie zwycięstw i porażek. Na koniec sezonu osiem drużyn z najlepszych bilansem awansuje do fazy play-off. Najlepszy zespół sezonu rywalizuje w pierwszej rundzie z ósmą drużyną, drugi z siódmą i dalej analogicznie. W początkowych założeniach play-off miały się odbywać na zasadzie final four, jednak ten format został zmieniony.

### Zasada lokalnego, młodego zawodnika
Zagraniczny zawodnik, który został zgłoszony do rozgrywek i występował wcześniej w lidze estońskiej lub łotewskiej przez co najmniej trzy sezony, będący w wieku 12–19 lat, zostaje uznany automatycznie za zawodnika lokalnego.

## Kluby
Czternaście zespołów, osiem z Estonii i sześć z Łotwy występowało w lidze, w sezonie 2021/2022.

### Hale i lokalizacja
| Zespół                       | Miasto   | Hala                            | Li.    |
| ---------------------------- | -------- | ------------------------------- | ------ |
| Avis Utilitas Rapla          | Rapla    | Sadolin Sports Hall             | 1000   |
| Kalev/Cramo                  | Tallinn  | Kalev Sports Hall               | 1780   |
| Kalev/Cramo                  | Tallinn  | Saku Suurhall                   | 7200   |
| Uniwersytet Łotewski         | Ryga     | Rimi Olimpiskais Sporta Centrs  | 830    |
| Lipawa                       | Lipawa   | Liepāja Olympic Center          | 2542   |
| Ogre                         | Ogre     | Ogre 1st Secondary School       | 500    |
| Parnawa Sadam                | Parnawa  | Pärnu Sports Hall               | 1820   |
| Rakvere Tarvas               | Rakvere  | Rakvere Sports Hall             | 2747   |
| Tallinna Kalev               | Tallinn  | Sõle Sports Centre              |        |
| TalTech/Optibet              | Tallinn  | TalTech Sports Hall             | 1000   |
| Tartu Ülikool Maks i Moorits | Tartu    | University of Tartu Sports Hall | 2600   |
| Viimsi                       | Viimsi   | Karulaugu Spordikeskus          | 500    |
| Valmiera Glass VIA           | Valmiera | Vidzeme Olympic Center          | 1500   |
| VEF Ryga                     | Ryga     | Rimi Olimpiskais Sporta Centrs  | 830    |
| VEF Ryga                     | Ryga     | Arēna Rīga                      | 11 200 |
| Windawa                      | Windawa  | Ventspils Olympic Center        | 3085   |

## Medaliści
| Sezon     | Lider sezonu    | Mistrz      | Wicemistrz | Brąz        | MVP            |
| --------- | --------------- | ----------- | ---------- | ----------- | -------------- |
| 2018–2019 | Windawa (27-1)  | Windawa     | VEF Ryga   | Kalev/Cramo | Rihards Lomažs |
| 2019–2020 | VEF Ryga (23-2) | VEF Ryga    | Ogre       | Windawa     |                |
| 2020–2021 | VEF Ryga (23-2) | Kalev/Cramo | VEF Ryga   | Ogre        | Maurice Kemp   |
| 2021–2022 | VEF Ryga (23-3) | VEF Ryga    | Viimsi     | Pärnu Sadam | Jalen Riley    |

## Mistrzowie według klubu
| Klub        | Mistrzostwa | Mistrzowskie sezony |
| ----------- | ----------- | ------------------- |
| VEF Ryga    | 1           | 2022                |
| Windawa     | 1           | 2019                |
| Kalev/Cramo | 1           | 2021                |